# Zucchero bruno

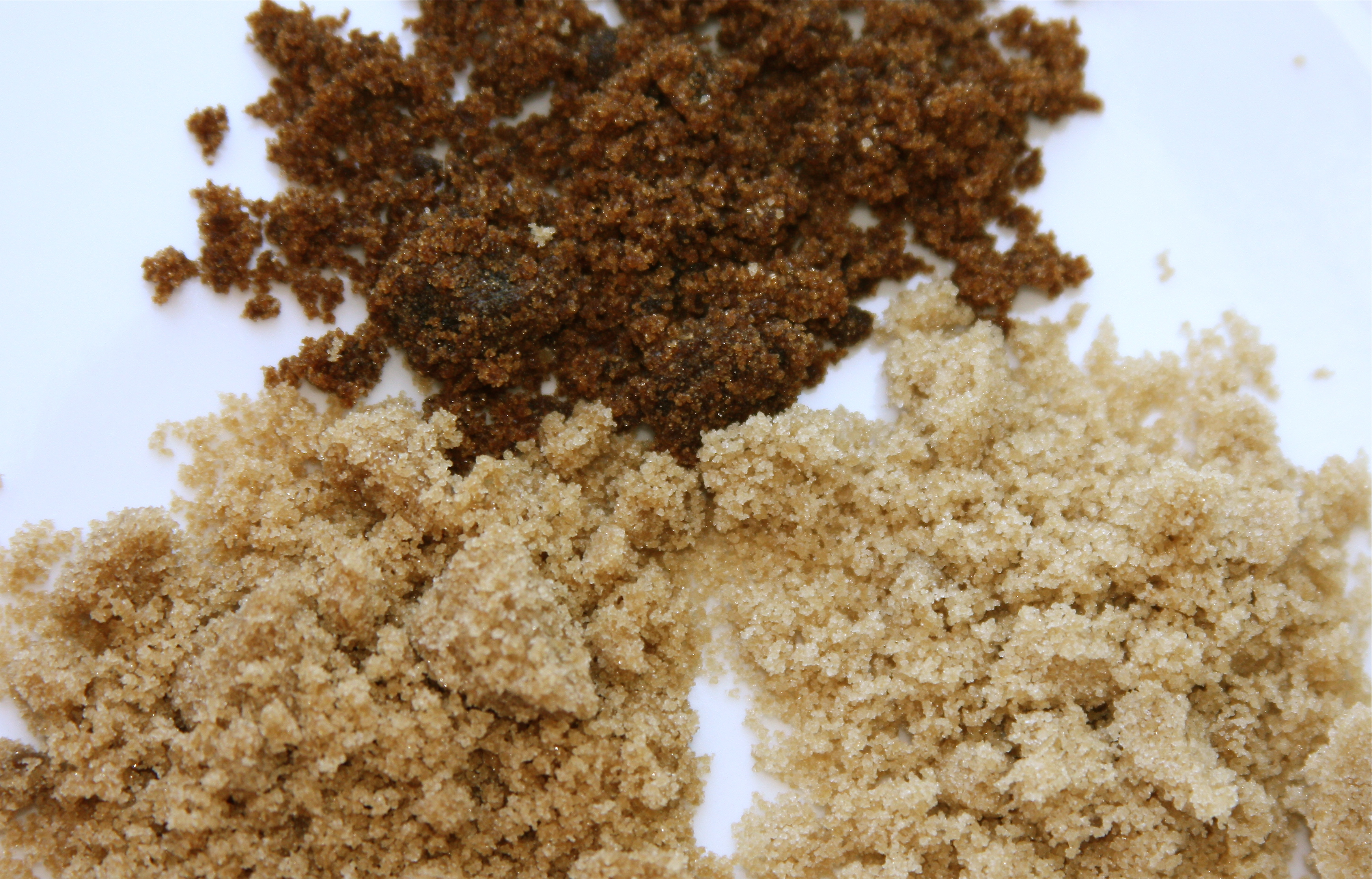
Esempi di zucchero bruno: muscovado (in alto), bruno scuro (a sinistra), bruno dorato (a destra).

Lo zucchero bruno, o zucchero scuro, è uno zucchero di colore marrone, a causa della presenza di melassa.
Lo zucchero bruno viene spesso erroneamente confuso con lo "zucchero di canna", sebbene vi sia in realtà sia zucchero bruno che deriva dalle barbabietole, sia viceversa zucchero di canna raffinato fino a diventare di colore bianco.

## Caratteristiche

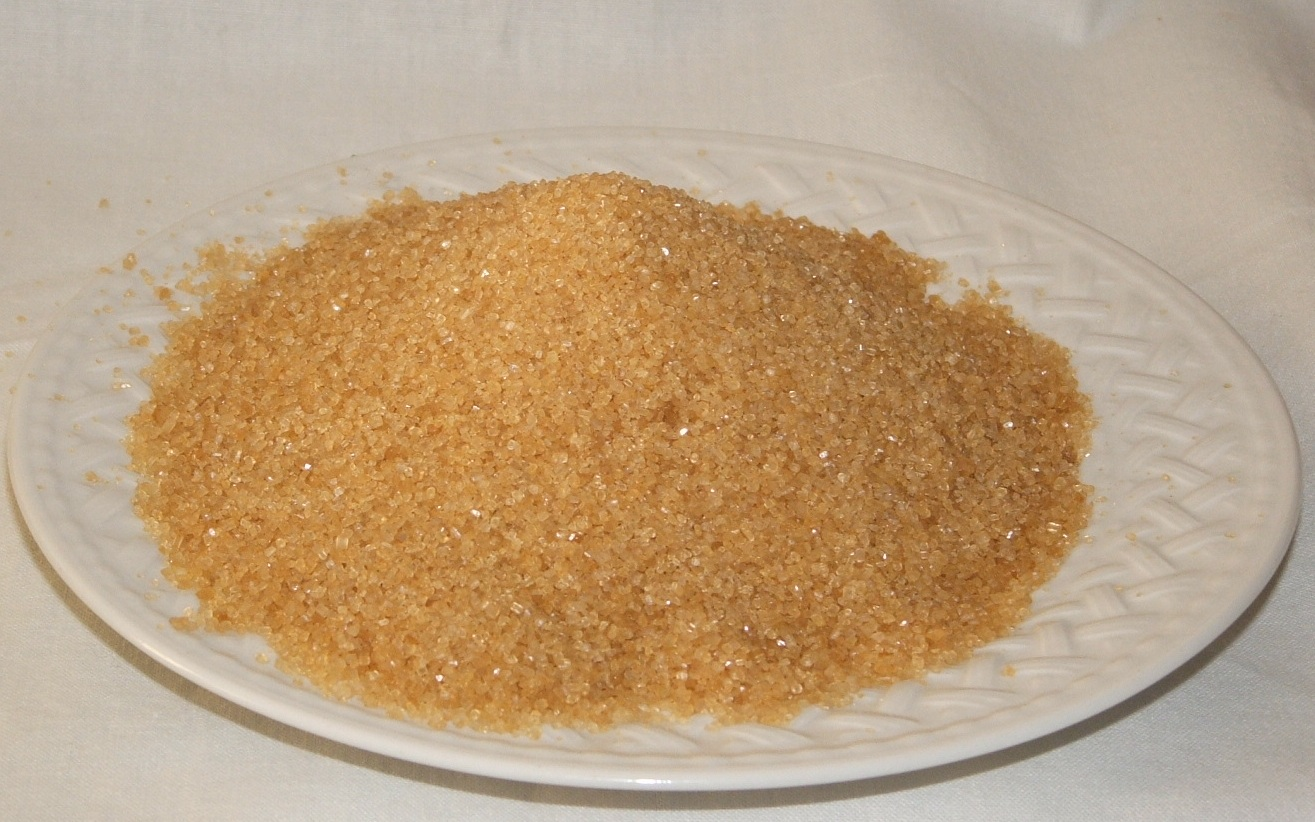
Zucchero demerara.

Lo zucchero bruno è così chiamato per il suo colore marrone, causato dalla presenza di melassa (tra l'1% e il 10% a seconda dei tipi di zucchero in commercio).
Esistono due tipologie di zucchero bruno, a seconda della provenienza della melassa:
- zucchero bruno naturale: zucchero di canna raffinato solo parzialmente, che quindi presenta un contenuto residuo di melassa originale; in questa categoria rientrano ad esempio il turbinado, il demerara e il muscovado;[2]
- zucchero bruno commerciale: zucchero bianco raffinato (che può essere sia di canna che di barbabietola), al quale viene successivamente aggiunta della melassa.

Dal punto di vista chimico e nutrizionale, lo zucchero bruno contiene rispetto allo zucchero bianco alcuni minerali (come calcio, potassio, ferro e magnesio) che derivano dalla melassa, ma in quantità così piccole da essere di fatto non significative. Le uniche differenze rilevabili sono quindi quelle nel colore scuro e nel sapore più intenso.